# Pringles

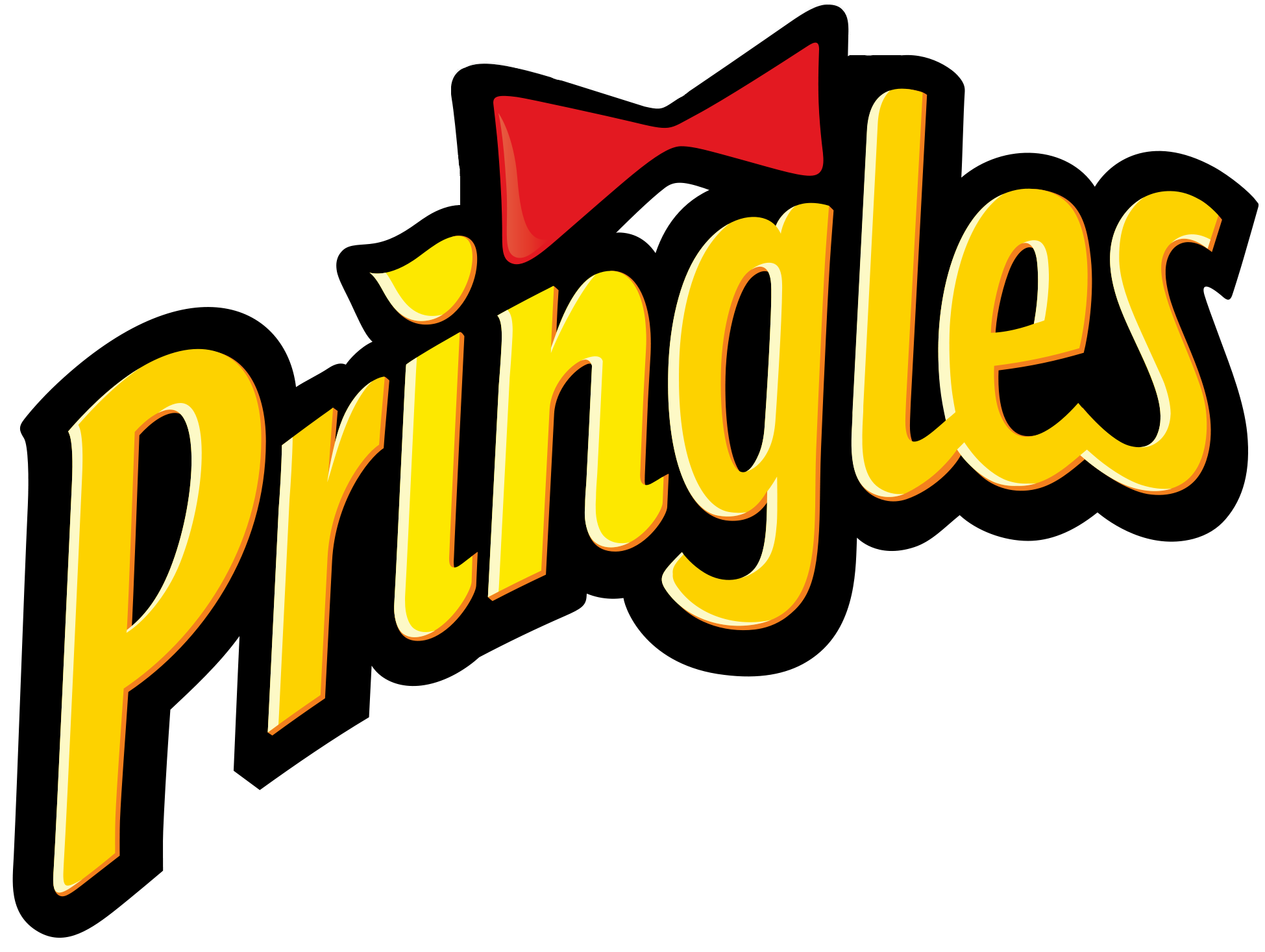
Logo Pringles

Pringles je americká značka brambůrků - bramborových lupínků, vlastněná společností Kellogg‘s. Původně se Pringles prodávaly pod názvem „Pringle‘s Newfangled Potato Chips“ (Pringlovy novátorské bramborové lupínky). Dnes jsou k dostání ve více než 140 zemích světa a v roce 2012 se staly 4. nejpopulárnější značkou lupínků po Lay's, Doritos a Cheetos s 2,2% celosvětovým podílem na trhu (podíl Lay‘s činí 6,7 %). Pringles byly vyvinuty společností Procter & Gamble, která je poprvé prodávala v roce 1967. P&G prodal značku Kellogg’s v roce 2012.

## Historie

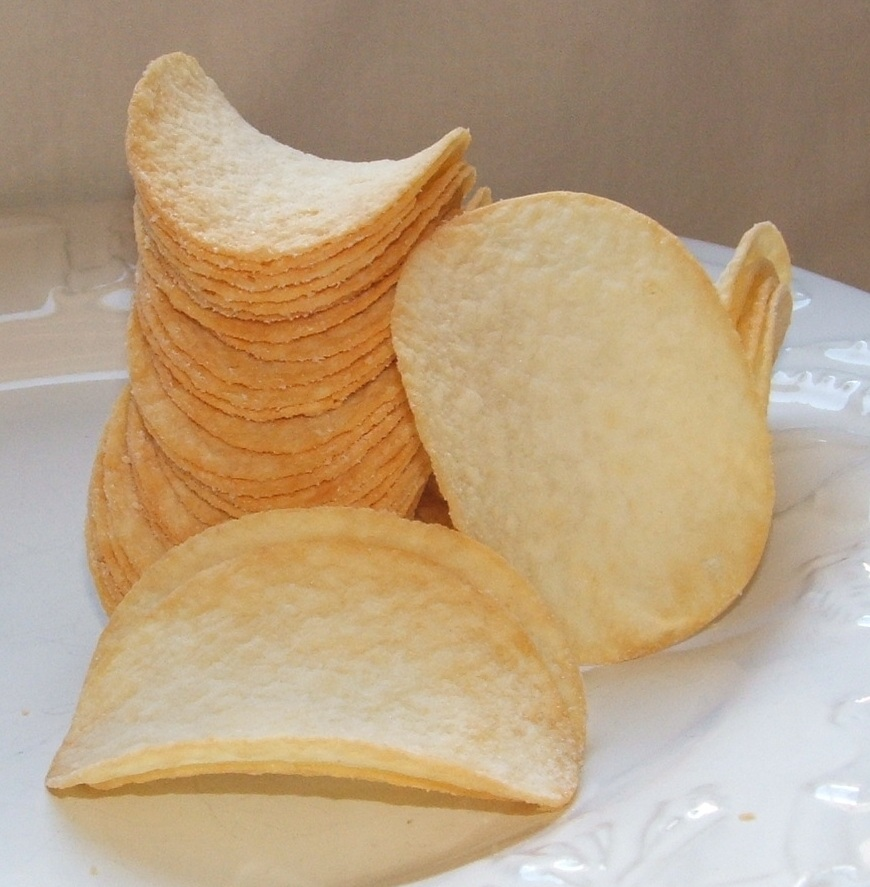
Tradiční tvar Pringles

Pringles se začaly prodávat v roce 1967, v roce 1975 se dostaly do celých Spojených států a v roce 1991 dál do světa. P&G chtěl vytvořit perfektní brambůrky, aby se nerozpadaly, nebyly mastné nebo naopak okoralé. Tento úkol byl svěřen do rukou chemika Fredrica Baura, který v letech 1956 až 1958 vytvořil typický sedlovitý tvar ze smaženého těsta a také válcovitý obal. Baur ale nevěděl, jak vylepšit chuť, tak byl nakonec z práce na Pringles stažený. Během 60. let započal jiný výzkumník P&G, Alexander Liepa, práci tam, kde Baur skončil a vylepšil chuť Pringles.
Přestože pravým vynálezcem je Baur, na patentu je napsané jméno Alexandera Liepy. Mechanický inženýr a autor sci-fi románů, Gene Wolfe vyvinul stroj na jejich výrobu. Jejich sedlovitý tvar se v matematice označuje jako hyperbolický paraboloid. Projektanti těchto brambůrek údajně použili superpočítače, aby zajistili, že se chipsy nebudou v obalu hýbat. 
Existuje několik teorií o původu názvu „Pringles“. Jedna z nich odkazuje na Marka Pringla, který si 5. dubna 1937 nechal patentovat metody a přístroje na zpracování brambor. Jeho práce byla citována P&G v patentu na zlepšení chuti dehydratovaných zpracovaných brambor. Podle jiné teorie žili dva reklamní specialisté P&G v Pringe Drive v Finneytown (severně od Cincinnati, Ohio) a to jméno se prý hodilo. Jiná teorie zase říká, že jméno bylo vybráno z telefonního seznamu z Cincinnati.
Původně byly známy jako „Pringles Newfangled Potato Chips“ (Pringlovy novátorské bramborové lupínky), ale ostatní výrobci chipsů namítali, že název Pringles nemá nic společného s definicí bramborových „chips“ (lupínků). Americký Úřad pro kontrolu potravin a léčiv prostudoval tuto záležitost a v roce 1975 rozhodl, že Pringles může používat slovo „chip“ jen ve frázi: „potato chips made from dried potatos“ (bramborové lupínky z vysušených brambor). Nakonec se P&G rozhodl, že přejmenuje svůj produkt z „potato chips“ na „potato crisps“ (v češtině se překládají obě slova stejně). To později způsobilo problémy ve Spojeném království, kde termín „potato crisps“ znamená to, co v USA „potato chips“.
V dubnu 2011 P&G souhlasil s nabídkou 2,35 miliard amerických dolarů od společnosti Diamond Foods z Kalifornie. Avšak tento obchod neuspěl kvůli roční odmlce ze strany Diamond Foods. 31. května 2012 Pringles oficiálně získala společnost Kellogg Company za 2,695 miliard dolarů. Díky nabytí Pringles se z Kellog Company stala druhá největší továrna na chipsy na světě.
Pringles se vyrábějí v továrnách v Jacksonu (Tennessee), Mechelenu (Belgie), Johoru (Malajsie), Kutnu (Polsko) a Fu-ťienu (Čína).

## Přísady
Pringles se skládá asi z 42 % z brambor, zbytek činí pšenice, škrob a mouka kombinovaná se zeleninovými oleji, emulzemi, solí a kořením. Dále mohou obsahovat sladidla, jako např. maltodextrin, glukózu, glutaman sodný, kasein, deriváty škrobů, ječmen setý, otruby atd.

## Příchutě
Pringles můžeme najít s mnoha příchutěmi. Základní příchutě jsou: sůl a ocet, kyselá smetana a cibule, čedar, ranch dressing, barbecue, hot and spicy a pečené brambory. Některé příchutě jsou distribuovány jen do určitých oblastí. Například krevetový koktejl a wasabi byly k dostání jen ve Spojeném království a v Irsku.